# Gary Clail
Gary Clail (né en 1959) est un producteur britannique de musique électronique.

## Biographie
Clail travaillait à l'origine comme couvreur, mais entre le milieu et la fin des années 1980, basé à Bristol, il devient un groupe d'échauffement pour les concerts de On-U. Clail sort son premier disque en 1985. Plusieurs singles de 12 pouces sont publiés entre 1985 et 1987, avant le premier LP de Clail pour Nettwerk, Tackhead Tape Time, une collaboration partagée entre Clail et Tackhead. Television : The Drug of the Nation des Beatnigs est remixé par Clail, Adrian Sherwood et Mark Stewart sur le label Alternative Tentacles en 1988.
En 1989, Clail, sous le nom de Gary Clail and On-U Sound System, sort un album sur le label On-U Sound, marquant son entrée sur la scène électronique underground de Bristol, ce qui l'amène à travailler avec RCA quelques années plus tard. Cette production comprend plusieurs singles et EP, ainsi que l'album Emotional Hooligan (1991).
Clail sort un autre album sur Yelen Records, intitulé Keep the Faith (1996).
En 2013, Clail forme le Gary Clail Sound System et commence à travailler sur l'album Nail It to the Mast, qui sort le 15 décembre 2014. En 2022, Clail sort Violence.

## Discographie

### Albums studio
- 1989 : Gary Clail On-U Sound System - End of the Century Party
- 1991 : Gary Clail On-U Sound System - Emotional Hooligan (R-U : no 35[4] AUS : no 95[5])
- 1991 : Gary Clail On-U Sound System - Dreamstealers (AUS : no 180[5] ; NZ : no 38[6])
- 1995 : Gary Clail - Keep the Faith
- 2014 : Gary Clail Soundsystem - Nail it to the Mast
- 2022 : Gary Clail SoundSystem - Violence

### Compilations
- 1997 : Gary Clail - Human Nature: The Very Best of Gary Clail

### Singles
- 1985 : Gary Clail - Half Cut for Confidence
- 1986 : Gary Clail and Tackhead - Hard Left
- 1989 : Tackhead / Gary Clail - Reality
- 1990 : Gary Clail On-U Sound System featuring Bim Sherman - Beef (R-U : no 64[4])
- 1991 : Gary Clail On-U Sound System - Human Nature (R-U : no 10[4] ; AUS : no 38[5] IRL : no 27[7] ; P-B : no 69[8])
- 1991 : Gary Clail On-U Sound System - Escape (R-U : no 44[4] ; AUS : no 117[5])
- 1991 : Gary Clail On-U Sound System - The Emotional Hooligan
- 1992 : Gary Clail On-U Sound System - Who Pays the Piper? (no 31[4] ; AUS : no 177[5])
- 1993 : Gary Clail On-U Sound System - These Things Are Worth Fighting for (R-U : no 45[4] ; AUS : no 157[5])
- 1993 : Gary Clail On-U Sound System - Speak No Evil (single promotionnel)
- 1995 : Gary Clail - Another Hard Man (R-U : no 86[9])